# Literaturjahr 1744
Liste der Literaturjahre

◄◄ | Literaturjahr 1744 | ►

Weitere Ereignisse
Dieser Artikel behandelt das Literaturjahr 1744.

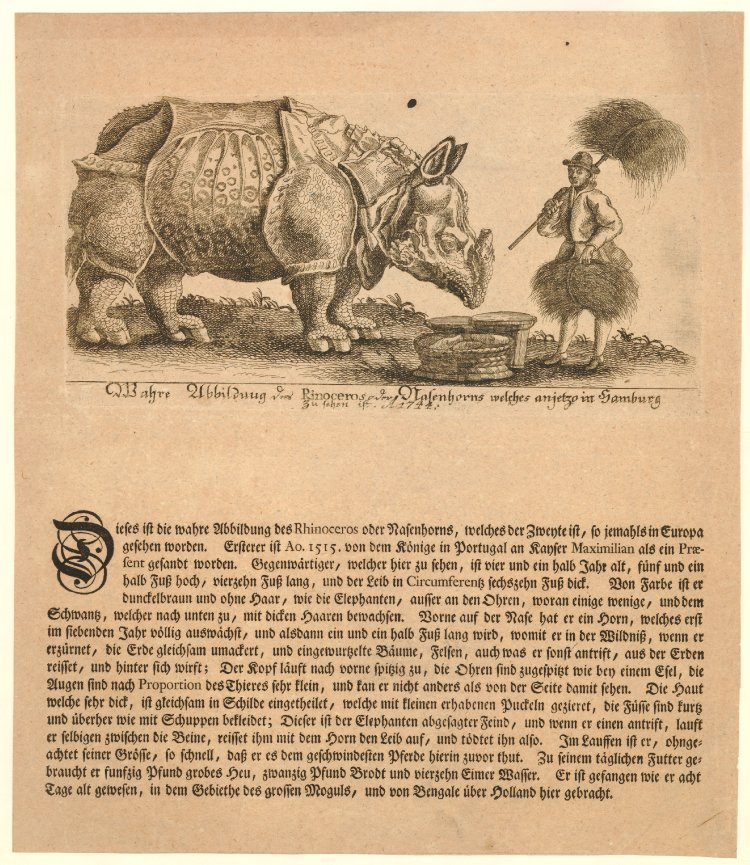
Hamburger Flugblatt von 1744 über die bevorstehende Schautour des Nashorns Clara, die Darstellung des Tiers ist an Dürers Holzschnitt orientiert

## Ereignisse

### Prosa
Eberhard Christian Kindermann veröffentlicht sein einziges belletristisches Werk Die Geschwinde Reise auf dem Lufft-Schiff nach der obern Welt. Die kurze Abhandlung wird allgemein als erster Science-Fiction-Text in deutscher Sprache angesehen und ist repräsentativ für die Science-Fiction Literatur des 18. Jahrhunderts. Diese Reise führt die handelnden Personen in den allegorischen Gestalten der fünf Sinne in einem Schiff aus Sandelholz auf den ersten Mars-Mond. Der Astronom Kindermann legt besonderen Wert auf die technischen Aspekte der phantastischen Reise wie Beobachtung der Himmelskarte oder eine Berechnung der Entfernung der Erde vom Mars. 

### Drama
- 10. Oktober: Die Komödie La Dispute (Der Streit) von Pierre Carlet de Marivaux wird in Frankreich uraufgeführt.

### Periodika
Der Schriftsteller Karl Christian Gärtner gründet in Bremen die wöchentliche Zeitschrift Neue Beyträge zum Vergnügen des Verstandes und Witzes im Verlag von Nathanael Saurmann. Sie gilt als Sprachrohr der sächsischen Dichterschule. Zusammen mit Gärtner arbeiten Johann Andreas Cramer, Johann Arnold Ebert, Gottlieb Wilhelm Rabener, Johann Adolf Schlegel und Konrad Arnold Schmid seit der Gründung mit. 

### Wissenschaftliche Werke

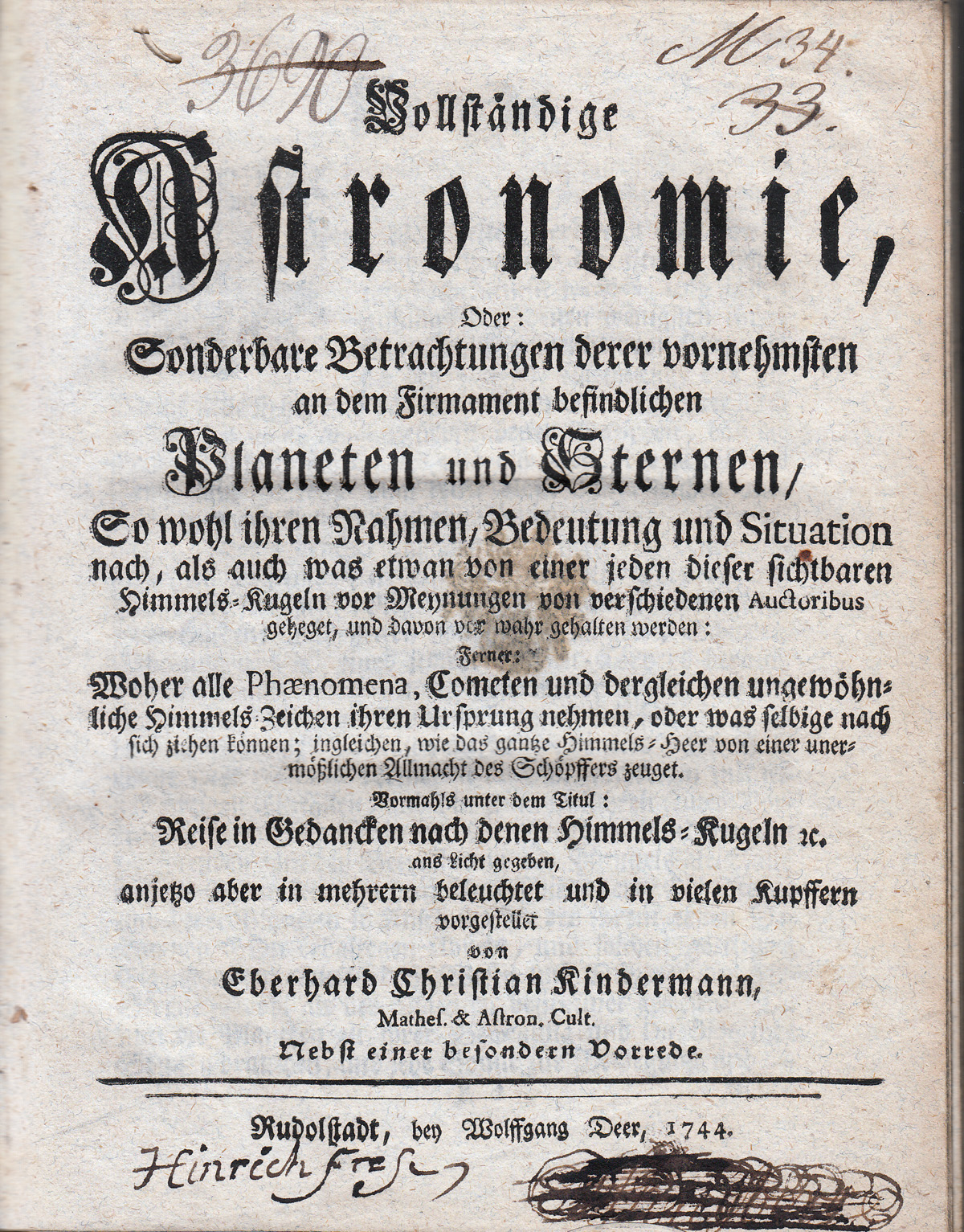
Titelblatt des Buches Vollständige Astronomie,...

Der kursächsische Hofastronom Eberhard Christian Kindermann veröffentlicht im  Verlag Wolffgang Deer in Rudolstadt das Werk Vollständige Astronomie, oder Sonderbare Betrachtungen derer vornehmsten an dem Firmament befindlichen Planeten und Sterne, eine überarbeitete Neuauflage seines 1739 erschienenen Werkes.

### Religion
Papst Benedikt XIV. promulgiert die Päpstliche Bulle Omnium solicitudinum. In der direkt an die Vorgängerbulle Ex quo singulari anschließenden Bulle fasst er alle bisher geleisteten Missionstätigkeiten zusammen und unterstreicht deren Bedeutung. Gleichzeitig ruft er die Missionare, vorrangig die Jesuiten, zum Gehorsam auf.

## Geboren

### Geburtsdatum gesichert
- 5. Januar: Gaspar Melchor de Jovellanos, spanischer Staatsmann, politischer Schriftsteller und Dichter († 1811)
- 11. März: José Anastácio da Cunha, portugiesischer Mathematiker und Lyriker († 1787)
- 16. März: Nicolas-Germain Léonard, französischer Dichter und Romanautor († 1793)
- 27. März: Alexei Iwanowitsch Mussin-Puschkin, russischer Staatsbeamter, Historiker, Bücher- und Kunstsammler († 1817)

- 8. Mai: Nikolai Iwanowitsch Nowikow, russischer Journalist und Herausgeber († 1818)
- 31. Mai: Richard Lovell Edgeworth, englischer Autor und Erfinder († 1817)

- 19. Juli: Heinrich Christian Boie, deutscher Dichter und Herausgeber († 1806)
- 11. August: Tomás Antônio Gonzaga, brasilianischer Lyriker portugiesischer Abstammung († 1810)

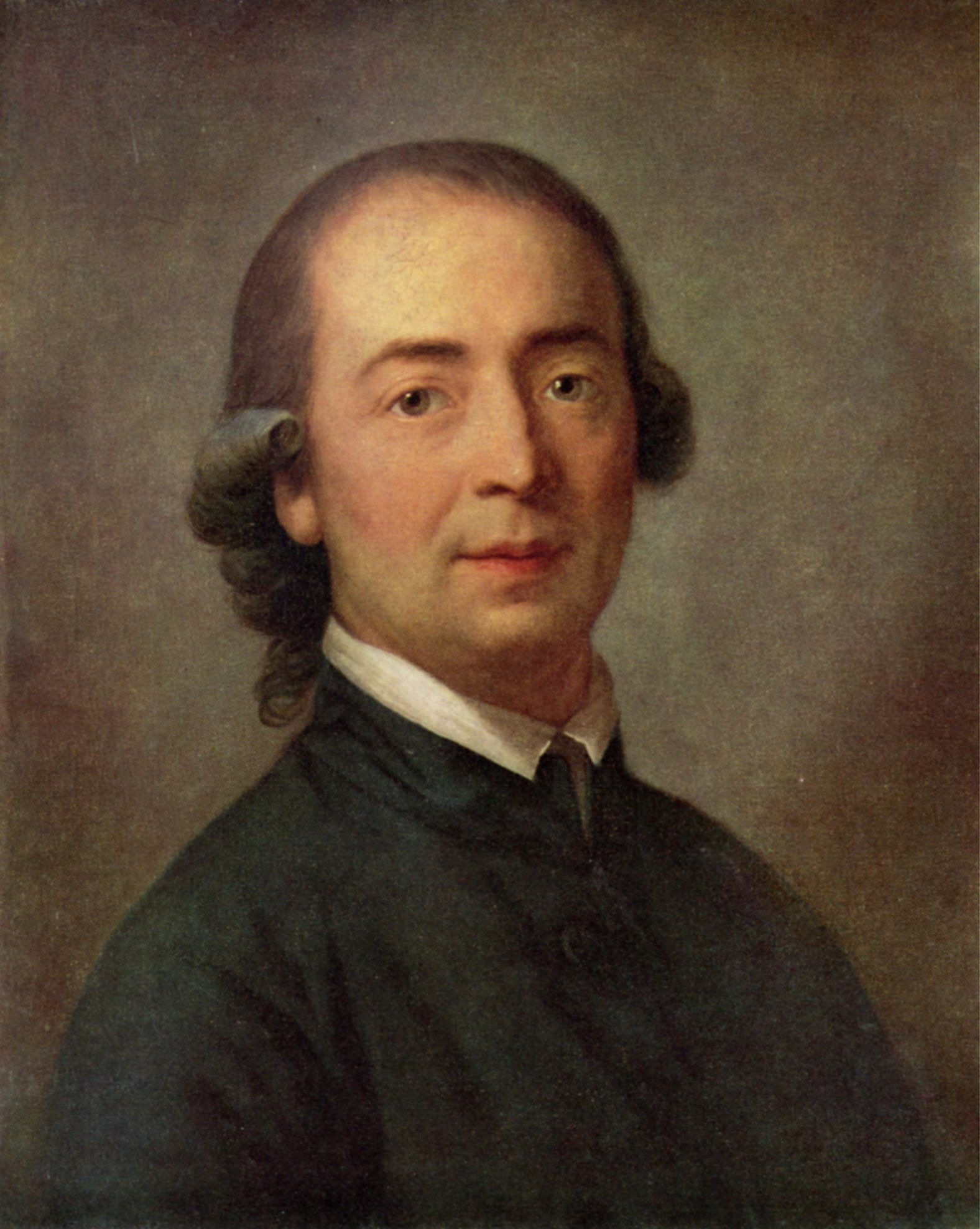
Johann Gottfried Herder, 1785

- 25. August: Johann Gottfried Herder, deutscher Philosoph, Theologe, Schriftsteller und Dichter († 1803)

- 30. November: Karl Ludwig von Knebel, deutscher Lyriker und Übersetzer († 1834)
- 13. Dezember: Jón Þorláksson, isländischer Schriftsteller und Übersetzer († 1819)

### Genaues Geburtsdatum unbekannt
- Koikawa Harumachi, japanischer Schriftsteller († 1789)

## Gestorben
- 14. März: Johann Ulrich von König, deutscher Schriftsteller und Opernlibrettist (* 1688)
- 11. April: Antioch Dmitrijewitsch Kantemir, russischer Dichter, Satiriker und Diplomat (* 1708)

- 30. Mai: Alexander Pope, englischer Dichter, Übersetzer, Herausgeber und Schriftsteller (* 1688)
- 27. Juni: Jean Frédéric Bernard, französischer Buchhändler, Autor, Übersetzer, Drucker und Verleger (* 1680)

- 14. Juli: Jakob Immanuel Pyra, deutscher Dichter (* 1715)
- 17. Dezember: Johanna Magdalena von Gersdorf, deutsche Kirchenlieddichterin (* 1706)